# Entypesa annulipes
Entypesa annulipes är en spindelart som först beskrevs av Embrik Strand 1907.  Entypesa annulipes ingår i släktet Entypesa och familjen Nemesiidae.
Artens utbredningsområde är Madagaskar. Inga underarter finns listade i Catalogue of Life.